# Спелман, Кэролайн
Кэ́ролайн Э́лис Спе́лман (англ. Caroline Alice Spelman), урождённая Ко́рмак (англ. Cormack; род. 4 мая 1958, Бишопс Стортфорд, Хартфордшир) — британский политик, министр по делам окружающей среды (2010—2012).

## Биография
Окончила школу грамоты для девочек в Эссексе и Лондонский университет королевы Марии, являлась директором семейной биотехнологической компании и пресс-секретарём Европейского объединения свекловодов.

### Политическая карьера

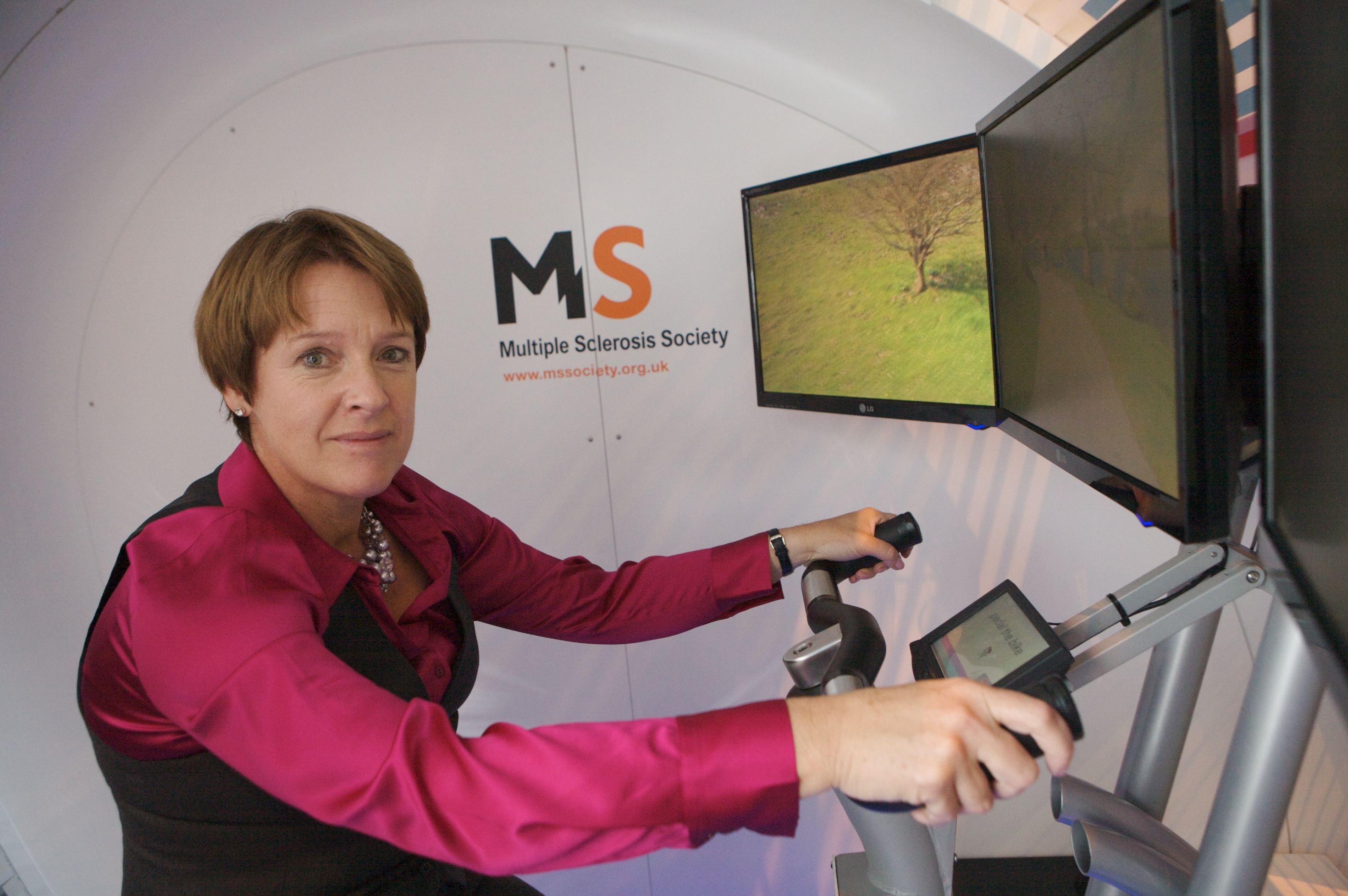
Спелман в оздоровительном отеле Health Zone во время конференции Консервативной партии (6 октября 2009 года, Манчестер).

Впервые была избрана в Палату общин в 1997 году от Консервативной партии, вошла в теневой кабинет в 2001 году как теневой министр международного развития, стала одной из двух женщин в теневом кабинете Майкла Ховарда в должности теневого министра местного самоуправления после отставки Дэвида Кёрри. На первых этапах пребывания Ховарда в должности лидера оппозиции Спелман занимала посты теневого младшего министра окружающей среды и освещала для прессы политику консерваторов в отношении женщин.
2 июля 2007 года стала председателем Консервативной партии, в 2009 году её сменил на этом посту Эрик Пиклз.
6 мая 2010 года Консервативная партия добилась по итогам парламентских выборов относительного большинства, и 11 мая Дэвид Кэмерон сформировал своё первое правительство, в котором Спелман получила портфель министра окружающей среды, продовольствия и сельского хозяйства.
4 сентября 2012 года Кэмерон осуществил массовые перестановки в кабинете, освободив при этом Спелман от занимаемой должности.
21 мая 2015 года назначена вторым комиссаром церковной недвижимости (в Палате общин она долгое время состояла в межпартийной группе «Христиане в парламенте», а в 2014 году вошла в Церковный комитет палаты).
8 июня 2017 года состоялись досрочные парламентские выборы, которые Спелман выиграла в своём прежнем округе с результатом 62 % против 26,9 % у сильнейшего из соперников — лейбориста Тома Макнила (Tom McNeil), улучшив свой результат 2015 года на 7,3 %.
3 сентября 2019 года присоединилась к группе «мятежников» — консерваторов, проголосовавших в Палате общин вопреки позиции премьер-министра Бориса Джонсона за второй парламентский акт 2019 года о выходе Великобритании из ЕС, который предполагал возможность переноса выхода на новую дату после 31 октября, а 5 сентября объявила об отказе от выставления своей кандидатуры на следующих парламентских выборах, объяснив это решение оскорблениями и угрозами, полученными Спелман из-за позиции в вопросе Брекзита.

## Семья
В 1989 году основала вместе с мужем, Марком Спелманом, компанию по лоббированию биотехнологий Spelman, Cormack and Associates, в названии которой использована девичья фамилия Кэролайн Кормак. В 2009 году она отошла от управления фирмой, но её название осталось прежним, и после назначения на должность министра окружающей среды и сельского хозяйства антилоббистская группа Sunlight Centre заявила о возникновении конфликта интересов.